# Niccolò Toppi
Niccolò Toppi (Chieti, 24 maggio 1607 – Napoli, 1681) è stato uno storico e bibliografo italiano.
La sua monumentale Biblioteca napoletana, et apparato a gli hvomini illvstri in lettere di Napoli, e del Regno, delle famiglie, terre, città e religioni, che sono nello stesso Regno, edita nel 1678, è una delle fonti bibliografiche più importanti di tutta la storiografia delle provincie meridionali d'Italia.

## Biografia

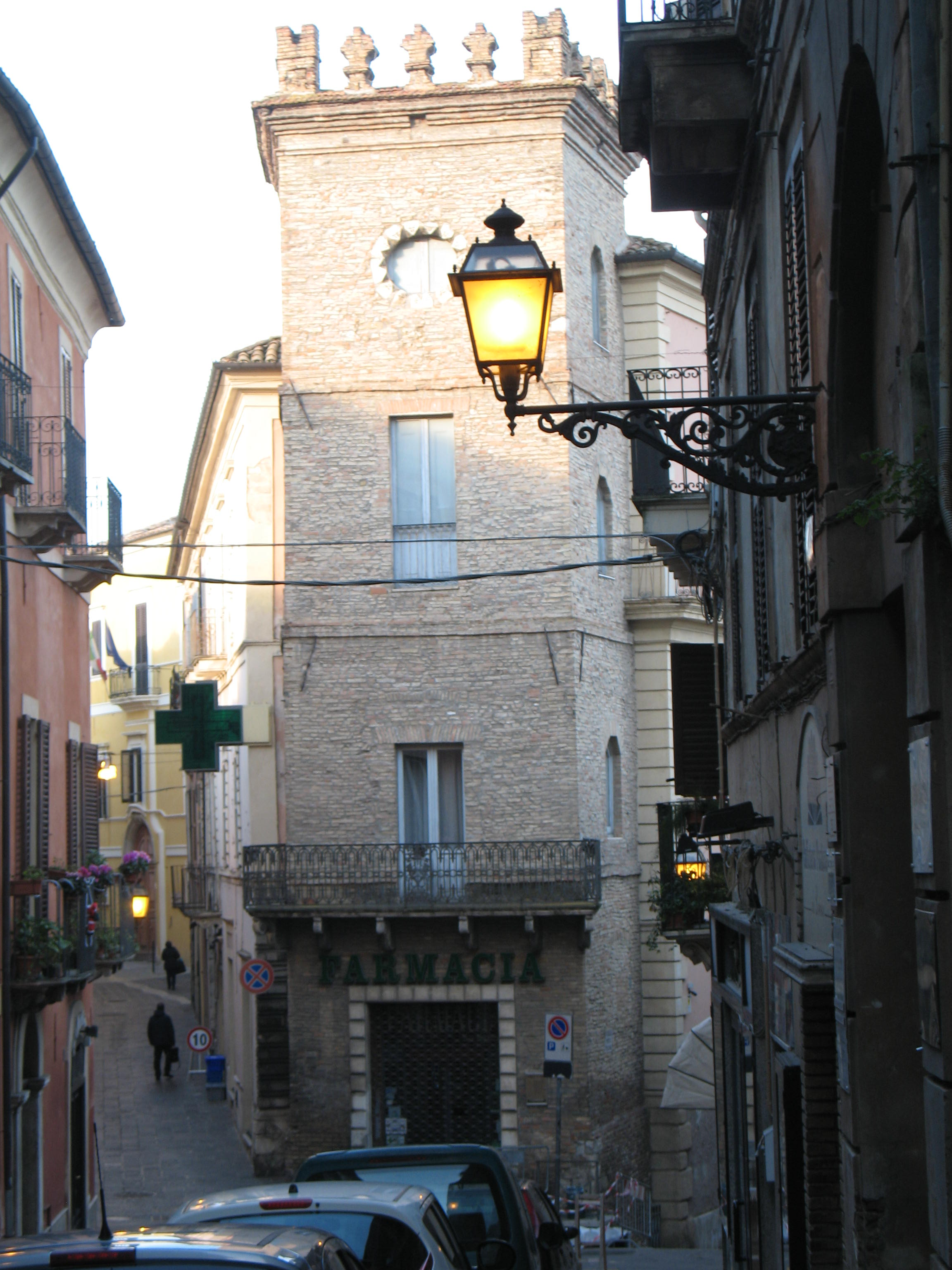
La Torre del Palazzo Toppi-Spatocco a Chieti

Niccolò Toppi si dedicò come storico alle ricerche archivistiche e fu autore di opere giuridiche e storiche di grande importanza. In seguito ai tumulti popolari del 1647 – forse perché aveva favorito nel 1644 l'acquisto della città di Chieti da parte del duca di Castel di Sangro Ferdinando Caracciolo – , che causarono l'incendio della sua casa e la distruzione di numerosi manoscritti, il Toppi lasciò Chieti per stabilirsi a Napoli, dove venne eletto magistrato della Regia Camera della Sommaria. Rivolse particolare cura nella ricerca di manoscritti e di iscrizioni lapidee della sua regione, l'Abruzzo, e del Regno di Napoli. Lavorò per quindici anni ad un'opera (ora smarrita) che conteneva il catalogo di tutte le città, le terre e i castelli del Regno, con la loro storia, l'elenco delle famiglie nobili e degli uomini illustri e la serie cronologica dei re e dei feudatari. Un manoscritto con notizie storiche raccolte dal Toppi su Chieti e l'Abruzzo, si trova nell'archivio della Società Napoletana di Storia Patria.
Il palazzo di famiglia, con la torre di guardia, si trova a Chieti, nel quartiere Santa Maria.

## Opere
- De origine omnivm tribvnalivm nvnc in Castro Capvano fidelissimæ ciuitatis Neapolis existentium, Neapoli, ex typographia Onuphrij Sauij, 1655.
- Catalogvs cunctorum regentium, et iudicum Magnæ Curiæ Vicariæ: locumtententium, præsidentium, fisci aduocatorum, et rationalium Regie Cameræ Summarie Neapolis, Neapoli, ex officina Nouelli de Bonis typog. archiep., 1666.
- Biblioteca napoletana, et apparato a gli hvomini illvstri in lettere di Napoli, e del Regno, delle famiglie, terre, città e religioni, che sono nello stesso Regno, Napoli, Antonio Bulifon, 1678.